# Scopone
O Scopone é um jogo de cartas italiano variante da Scopa, é jogado por quatro pessoas divididas em duplas.

## Objetivo do jogo
Capturar a maior quantidade de cartas que estiverem sobre a mesa tentando obter em conjunto: o settebello (sete de ouros); o maior número de ouros; os setes, os seis, ou ases; scopas, ou seja, deixar a mesa sem cartas quando se faz capturas várias vezes.

## Tipo de baralho
No jogo utiliza-se um maço de baralho italiano tradicional de 40 cartas. Se for utilizado o baralho espanhol deve-se remover os oitos e os noves. Se o baralho francês for utilizado removem-se os oitos, os noves e os dez.

## Ordem e valor das cartas
A ordem das cartas, da maior para a menor, e seus respectivos valores são: rei, 10; cavalo, 9; valete, 8; sete, 7; seis, 6; cinco, 5; quatro, 4; três, 3; dois, 2; ás, 1.
Usando o baralho francês, a dama equivale ao cavalo.

## Distribuição das cartas
O carteador embaralha as cartas e as entrega para o jogador a sua esquerda para que este faça o corte do maço, depois distribui nove cartas, entregues de três em três, para cada um dos jogadores iniciando pelo que estiver a sua direita, distribuindo  no sentido anti-horários até todas as cartas serem entregues. Em seguida, colocam-se quatro cartas viradas para cima no centro da mesa. Se entre estas cartas houver três ou quatro reis o carteador deve embaralhar as cartas novamente e fazer outra redistribuição.

## Desenvolvimento do jogo
O jogodor a direita do carteador inicia a partida jogando uma carta. 
A carta jogada poderá ou não captura cartas. 
Se sobre a mesa tiver uma carta do exato valor da carta a ser jogada o jogador é obrigado a capturar esta carta. 
Não havendo carta de igual valor sobre a mesa o jogador pode capturar combinações de cartas que somadas resultem no valor da carta que está para jogar. 
Caso as várias combinações de cartas não resultem no valor da carta a ser jogada, esta ficará também sobre a mesa.
O jogo seguirá sempre na direção do jogador que estiver a direita.
A pilha de cartas capturadas por uma dupla devem ficar na frente do primeiro membro de equipe que fizer uma captura.
Caso se capture todas as cartas da mesa, fez-se uma scopa e deve-se deixar uma carta desvirada na pilhada para marcar cada scopa feita.
Ao final do jogo a carta ou as cartas que estiverem sobre a mesa vão para o último jogador que tiver feito uma captura.
Uma scopa feita como sendo o último lance da partida, ou seja quando nenhuma carta for mais jogada sobre a mesa, não vale ponto.

## Pontuação
Ao final do jogo cada equipe faz a contagem dos pontos a partir da seguinte pontuação:
| Carte      | Maior quantidade de cartas                                              | 1 ponto |
| Scopa      | Cada limpeza da mesa, exceto se for o último lance                      | 1 ponto |
| Settebello | Obtenção do sete de ouros                                               | 1 ponto |
| Denari     | Obtenção da maioria das cartas de ouros                                 | 1 ponto |
| Primiera   | Maior valor obtido a partir da soma das cartas mais altas de cada naipe | 1 ponto |

Caso ocorra empate em carte, denari ou primiera nenhuma equipe recebe os pontos respectivos.

## Primiera
Para o cálculo da Primiera, ou seja, o conjunto das cartas de maior valor de cada naipe usa-se a seguinte ordem de pontuação:
| Sete   | 21 pontos |
| Seis   | 18 pontos |
| Ás     | 16 pontos |
| Cinco  | 15 pontos |
| Quatro | 14 pontos |
| Três   | 13 pontos |
| Dois   | 12 pontos |
| Rei    | 10 pontos |
| Cavalo | 10 pontos |
| Valete | 10 pontos |

A equipe soma apenas a carta mais alta de cada naipe que possuir.

## Scopone Scientifico
O Scopone Scientifico é a variante do Scopone. Neste jogo o carteador distribui todas as cartas do maço, dez para cada jogador, não restando nenhuma carta inicialmente virada sobre a mesa.